# Lijst van bisschoppen van Termoli-Larino
Hier volgt een lijst van bisschoppen van Termoli-Larino.
Op 30 september 1986 werden de bisdommen Termoli en Larino samengevoegd tot het bisdom Termoli-Larino.

## Bisschop van Termoli
- 945: Benedictus
- 968: Scione, of Silone
- ?: Armando
- 1071–1075: Nicola
- 1095–1097: Iozzolino
- 1100–1103: Paolo
- 1105–1106: Anastasio
- 1178–1179: Goffredo
- 1196: Alferio
- 1226: Angelo
- ?: Stefano
- 1265: Giovanni I
- 1308–1319: Bartolomeo I. Aldomaresco
- 1319–1321: Giovanni II
- 1343–1352: Bartolomeo II
- 1353–1364: Luca
- 1364–1379: Francesco I della Stella
- 1381: Giacomo I Cini
- 1381–1387: Domenico I del Giarda
- 1388–1390: Andrea
- 1390–1396: Costantino
- 1396–1400: Pietro I
- 1400–1402: Tommaso I
- 1402–1405: Antonio I
- 1405–1406: Stefano
- 1406–1422: Paolo
- 1422–1455: Antonio II
- 1456: Deciuso Decius di Termoli
- 1468–1471: Leonardo
- 1474: Giacomo II
- 1497–1509: Giovanni III
- 1509–1517: Angelo I. Antonio de Guiltaneo
- 1517–1518: Sanzio de Ajete (Sancio de Ayerbe)
- 1518: Zacca Angelantonio
- 1518–1536: Antonio III
- 1536–1539: Pietro II
- 1539–1565: Vincenzo I
- 1565–1569: Marcello Dentice
- 1569–1593: Cesare Parente
- 1594–1595: Annibale
- 1595–1599: Francesco II Scoto
- 1599–1601: Alberto Drago
- 1601–1612: Federico Mezio
- 1612–1626: Camillo Moro
- 1626: Ettore dal Monte
- 1626–1643: Girolamo Cappello
- 1643–1644: Alessandro Crescenzo
- 1644–1651: Cherubino Manzoni
- 1651: Antonio IV Leoncello
- 1653–1661: Carlo Mannelli
- 1661–1676: Fabrizio Maracco
- 1677–1687: Antonio V Scavi De Panicoli
- 1688–?: Antonio VI Rossi
- 1689–1705: Michele Petirro
- 1706–1709: Domenico II Catalano
- 1718: Tommaso II Maria Farina
- 1719–1729: Salvatore D'Aloisio
- 1730–1743: Giuseppe Antonio de Silvestri
- 1743–1752: Isidoro Pitelia
- 1753–1768: Tommaso III Giannelli
- 1770–1780: Giuseppe II Buccarelli
- 1780–1799: Anselmo Maria Toppi
- 1819–1822: Giovanni IV Battista Bolognese
- 1824–1826: Pietro III Consiglio
- 1827–1845: Gennaro de Rubertis
- 1846–1849: Domenico III Ventura
- 1851–1889: Vincenzo II Bisceglia
- 1889–1893: Raffaele Di Nonno
- 1893–?: Angelo II Balzano
- 1909–1911: Giovanni V Capitoli
- 1912–1924: Rocco Caliandro
- 1924–1962: Oddo Bernacchia
- 1962: Biagio D'Agostino
- 1962–1970: Giovanni Proni (ook coadjutor van het bisdom Forlì)
- 1970–1979: Pietro Santoro (ook aartsbisschop van Boiano-Campobasso)
- 1980–1986: Cosmo Francesco Ruppi (vervolgens bisschop van Termoli-Larino; ook aartsbisschop van Lecce)

## Bisschop van Larino
- vermeld 668: ?
- vermeld 945: Leone
- vermeld ca. 960: Attone
- vermeld 1062: Giovanni I
- 1070-1090: Guglielmo
- vermeld 1095: Ruggero
- vermeld 1100: Giovanni II
- 1175-1182: Pietro
- vermeld 1200: ?
- vermeld 1205: Rinaldo
- vermeld ca. 1225: Matteo
- vermeld 1227: Roberto
- vermeld 1240: Stefano
- ca. 1250-1254: Gualtiero de' Gualtieri (vervolgens aartsbisschop van Amalfi)
- 1254-1264: Bartolomeo da Benevento, O.P.(vervolgens bisschop van Amelia)
- ca. 1267 - ca. 1284: Farolfo †
- 1284-1295: Petronio
  - 1289-1289: Saba (apostolisch administrator)
  -  ?-1299: Giacomo (apostolisch administrator)
  - 1299-?: Giovanni (apostolisch administrator)
  - 1301-?: Adinolfo (apostolisch administrator)
  - 1301-1303 Angelo (apostolisch administrator, vervolgens bisschop van Modone)
  - 1304-1309: Pasquale (apostolisch administrator)
- 1309-?: Pasquale
- vermeld 1318: Raone de Comestabolo
- vermeld 1338: Giovanni Andrea
- ?-1344: Delfino
- 1344-1365: Andrea da Bari, O.F.M.
- 1365-1368: Bertrando, O.P.
- 1370-1401: Sabino
- 1401-1410: Pietro
- 1413-1415: Rinaldo
- 1417-1418: Giovanni
- 1418-?: Domenico de' Fontani
- 1427-?: Filippo
- 1436: Aurone
- 1440-?: Giovanni Leone, O.P.
- 1463-?: Antonio de' Misseri
- 1488-1492: Bonifacio
- ?-1503: Pietro di Petrucci
- 1503-1523: Giacomo de' Petrucci, O.F.M. Obs.
- ?-1527: Gian Francesco Cina (vervolgens titulair aartsbisschop van Nazareth)
- ca. 1528-?: Domenico Cina
- 1530-1539: Giacomo Sedati
- 1539-1551: Fernando de Mudana
- 1551-1555: Gian Francesco Borengo (elect)
- 1555-1591: Belisario Baldevino
- 1591-1611: Gerolamo Vela
- 1612-1616: Gian Tommaso Eustachi, C.O.
- 1616-1626: Gregorio Pomodoro
- 1628: Pietro Paolo Caputo
- 1631-1656: Persio Caracci
- 1656-1682: Ferdinando Apicello
- 1683-1685: Giambattista Quaranta
- 1686-1701: Giuseppe Catalani
- 1703-1705: Gregorio Compagni, O.P.
- 1706-1725: Carlo Maria Pianetti
- 1725-1726: Paolo Collia, O.M. (vervolgens bisschop van Nicotera)
- 1726-1741: Giovanni Andrea Tria I
- 1742-1747: Giovanni Andrea Tria II
- 1747-1772: Scipione de' Lorenzi
- 1772-1774: Giovanni Antonio Francisco de Nobili, S.P.
- 1775-1796: Carlo di Ambrosio
- 1798-1806: Filippo Bandini
  - 1806-1818: sedisvacatie
- 1818-1827: Raffaele Lupoli, C.Ss.R.
- 1829-1845: Vincenzo Rocca
- 1845-1858: Pietro Bottazzi
- 1859-1888: Francesco Giampaolo
- 1888-1891: Vito Antonio Fioni
- 1891-1910: Bernardino di Milia, O.F.M.Cap.
- 1910-1914: Emidio Trenta (vervolgens bisschop van Viterbo e Tuscania)
- 1915-1923: Antonio Lippolis (vervolgens bisschop van Ugento)
- 1924-1960: Oddo Bernacchia
- 1960-1966: Costanzo Micci (vervolgens apostolisch administrator van Fano)
  - 1966-1970: sedisvacatie
- 1970-1979: Pietro Santoro (ook aartsbisschop van Boiano-Campobasso)
- 1980-1986: Cosmo Francesco Ruppi (vervolgens bisschop van Termoli-Larino)

## Bisschop van Termoli-Larino
- 1986–1988: Cosmo Francesco Ruppi (ook aartsbisschop van Lecce)
- 1989–1999: Domenico Umberto D’Ambrosio (ook aartsbisschop van Foggia-Bovino)
- 2000–2005: Tommaso Valentinetti (ook aartsbisschop van Pescara-Penne)
- 2006-heden: Gianfranco De Luca